# Минчев, Мартин
Мартин Минчев (болг. Мартин Минчев; род. 22 апреля 2001, Варна) — болгарский футболист, нападающий клуба «Краковия» и сборной Болгарии.

## Биография

### Клубная карьера
Родился 22 апреля 2001 года в городе Варна. Футболом начал заниматься в возрасте 7 лет в школе местного клуба «Черно море». Дебютировал в чемпионате Болгарии 23 апреля 2017 года, на следующий день после своего шестнадцатилетия, став таким образом самым молодым игроком клуба, сыгравшим в национальном чемпионате.

### Карьера в сборной
В начале 2017 года в составе сборной Болгарии до 18 лет принимал участие в Мемориале Гранаткина.
За основную сборную дебютировал 22 марта 2019 года в матче отборочного турнира чемпионата Европы 2020 со сборной Черногории, в котором вышел на замену на 82-й минуте вместо Спаса Делева.